# 陳天資
陳天資（1503年—？），字汝學，號石岡，廣東潮州府饶平县上底人，籍貫福建詔安，明朝政治人物，进士出身。

## 生平
嘉靖十年（1531年）辛卯科廣東鄉試第五名舉人。嘉靖十四年（1535年）中式乙未科會試第一百七十名，二甲第七十八名進士。歷官山東布政使司右參政，隆庆元年（1567年）四月升湖廣左布政使。二年正月以拾遺致仕，罷官回鄉，致力編纂《東里志》，為後世編寫方志所借鑒，並提供重要史料。著有《石岡集》等卷。

## 家族
曾祖陳永福、祖父陳桓功、父陳經申。母范氏。严侍下。弟天德、天開、天乙。